# Exormothecaceae
Exormothecaceae je porodica jetrenjarnica.

## Rodovi
Postoji nekoliko rodova:
1. Aitchisoniella Kashyap
2. Corbierella Douin & Trab.
3. Exormotheca Mitt.
4. Myriorrhynchus Lindb.
5. Stephensoniella Kashyap